# لانتانا بيضاء شاحبة
لانتانا بيضاء شاحبة (الاسم العلمي: Lantana hypoleuca) هي نوع نباتي يتبع جنس اللانتانا من فصيلة اللويزية.